# 特索索莫克
特索索莫克·亚卡特特尔特特尔（Tezozomoc Yacateteltetl，1320年—1426年）是特帕内克人的领袖以及阿斯卡波察尔科的統治者。他于1353年（也有记载为1367年或1370年）开始掌权，直至去世。